# DJ Lethal
Leor Dimant (în letonă: Leors Dimants; n. 18 decembrie 1972. în Riga, RSS Letonă, URSS), mai cunoscut ca DJ Lethal, este un producător muzical și DJ membru al trupelor House of Pain, Limp Bizkit și La Coka Nostra. 

## Discografie
- Everlast - Forever Everlasting (1989)
- Funkdoobiest - Which Doobie U B? (1993)
- Sugar Ray - Lemonade and Brownies (1995)
- Funkdoobiest - Brothas Doobie (1995)
- Sepultura - Roots (1996)
- Tura Satana (aka Manhole) - All Is Not Well (1998)
- Soulfly - Soulfly (1998)
- Videodrone - Videodrone (1999)
- Powerman 5000 - Tonight the Stars Revolt! (1999)
- Biohazard - Mata Leão (1996)
- Coal Chamber - Chamber Music (1999)
- Dope - Felons & Revolutionaries (1999)
- Rob Zombie - American Made Music to Strip By (1999)
- Run-DMC - Crown Royal (2001)
- Kurupt - Space Boogie: Smoke Oddessey (2001)
- Rob Zombie - The Sinister Urge (2001)
- Dope - Life (2001)
- Shihad - Pacifier (2002)
- Slaine - The White Man Is the Devil Vol 1 (2005)
- Street Drum Corps - Street Drum Corps (2006)
- DMC - Checks Thugs and Rock N Roll (2006)
- Dead Celebrity Status - Blood Music (2006)
- Jamie Kennedy & Stu Stone - Blowin' Up (Theme music) (2006)
- Main Flow - The Flowfessionals (2006)
- Evanescence - The Open Door (2006)
- Ill Bill - Ill Bill Is the Future Vol. II: I'm a Goon! (2006)
- Street Drum Corps - We Are Machines (2008)
- Ill Bill - The Hour of Reprisal (2008)
- Adil Omar - The Mushroom Cloud Effect (2012)
- Vinnie Paz - God of the Serengeti (2012)